# Sparta (Ohio)
Sparta és una població dels Estats Units a l'estat d'Ohio. Segons el cens del 2000 tenia 191 habitants.

## Demografia
Segons el cens del 2000, Sparta tenia 191 habitants, 70 habitatges, i 56 famílies. La densitat de població era de 819,4 habitants per km².
Dels 70 habitatges en un 38,6% hi vivien nens de menys de 18 anys, en un 54,3% hi vivien parelles casades, en un 22,9% dones solteres, i en un 20% no eren unitats familiars. En el 17,1% dels habitatges hi vivien persones soles el 7,1% de les quals corresponia a persones de 65 anys o més que vivien soles. El nombre mitjà de persones vivint en cada habitatge era de 2,73 i el nombre mitjà de persones que vivien en cada família era de 3,04.
Per edats la població es repartia de la següent manera: un 25,1% tenia menys de 18 anys, un 9,4% entre 18 i 24, un 28,8% entre 25 i 44, un 20,9% de 45 a 60 i un 15,7% 65 anys o més.
L'edat mediana era de 36 anys. Per cada 100 dones de 18 o més anys hi havia 85,7 homes.
La renda mediana per habitatge era de 28.750 $ i la renda mediana per família de 31.458 $. Els homes tenien una renda mediana de 31.500 $ mentre que les dones 15.313 $. La renda per capita de la població era d'11.793 $. Aproximadament el 18,8% de les famílies i el 16,4% de la població estaven per davall del llindar de pobresa.

## Poblacions més properes
El següent diagrama mostra les poblacions més properes.